# Calcaire coquillier
Un calcaire coquillier est un type de roche calcaire constituée de restes d'organismes, dont les tests sont identifiables. Ils ne sont cependant pas, comme dans le cas de la lumachelle, orientés plus ou moins parallèlement à la stratification. Ces deux types de roches pourraient être réunies sous le terme de calcaires bioclastiques.

## Pierre de construction

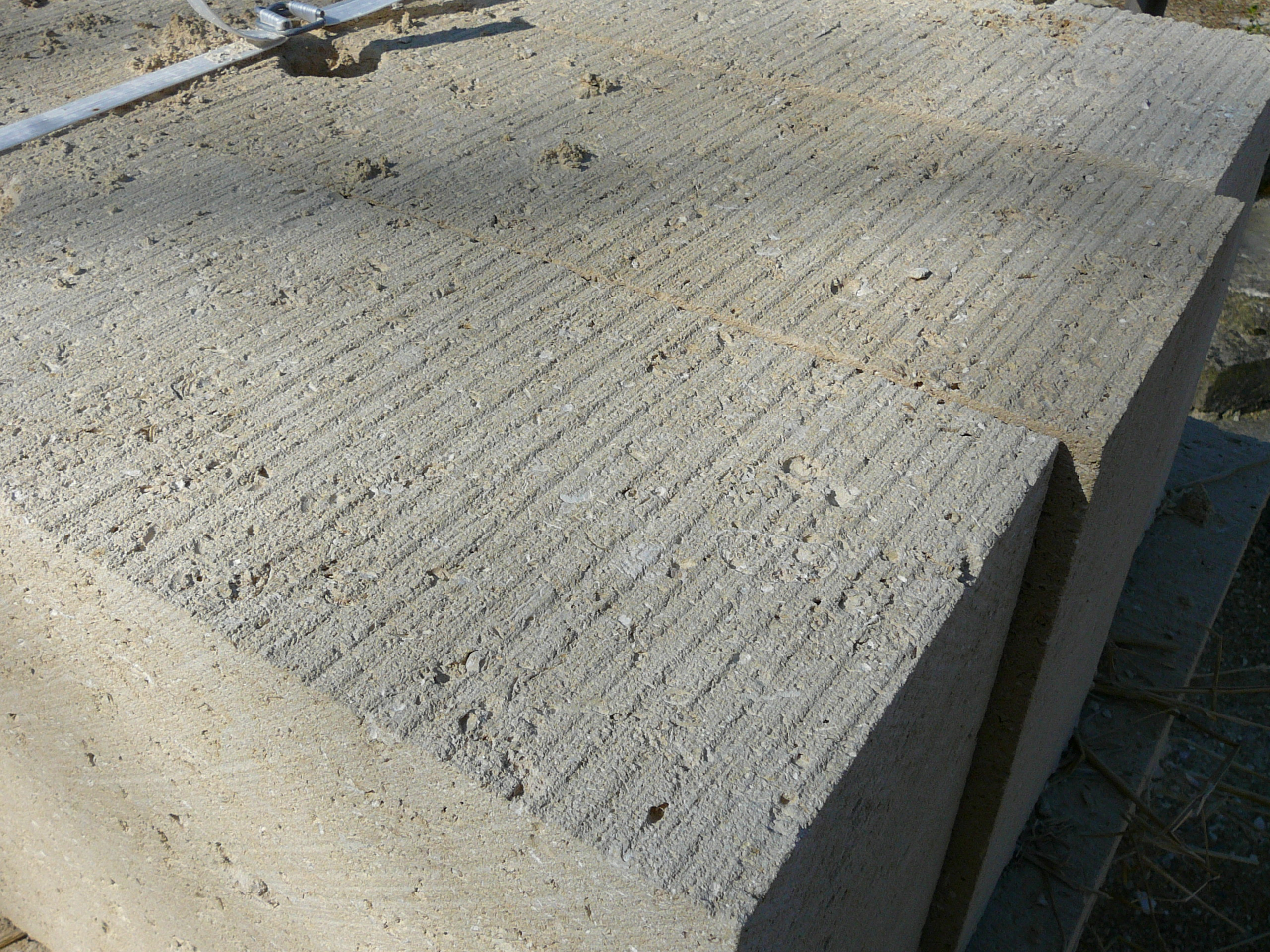
Calcaire coquillier utilisé comme pierre de taille

Le calcaire coquillier est fréquemment utilisé en construction. Par exemple en Languedoc, la pierre de Pignan et celle de Castries ont servi à bâtir les monuments de Montpellier et des environs.
Dès l'Antiquité, le calcaire coquillier servit à la construction de monuments, jusqu'aux plus prestigieux, comme le gigantesque temple de Zeus à Olympie, largement constitué d'un type de calcaire à très grosses coquilles.